# 施密特紋胸鮡
施密特紋胸鮡，為輻鰭魚綱鯰形目鮡科的其中一種，為熱帶淡水魚類，分布於东南亚马来半岛淡水流域，泰国与印尼蘇門答臘的记录不明，可能是近似种，體長可達8.5分，棲息在底層水域，生活習性不明。

## 扩展阅读
維基物種上的相關：施密特紋胸鮡